# Ніндорф (Мекленбург-Передня Померанія)
Ніндорф (нім. Niendorf) — громада в Німеччині, розташована в землі Мекленбург-Передня Померанія. Входить до складу району Північно-Західний Мекленбург. Складова частина об'єднання громад Шенбергер-Ланд.
Площа — 11,49 км2. Населення становить Невірний параметр metadata 13 074 058 ос. (станом на 31 грудня 2020).

## Галерея

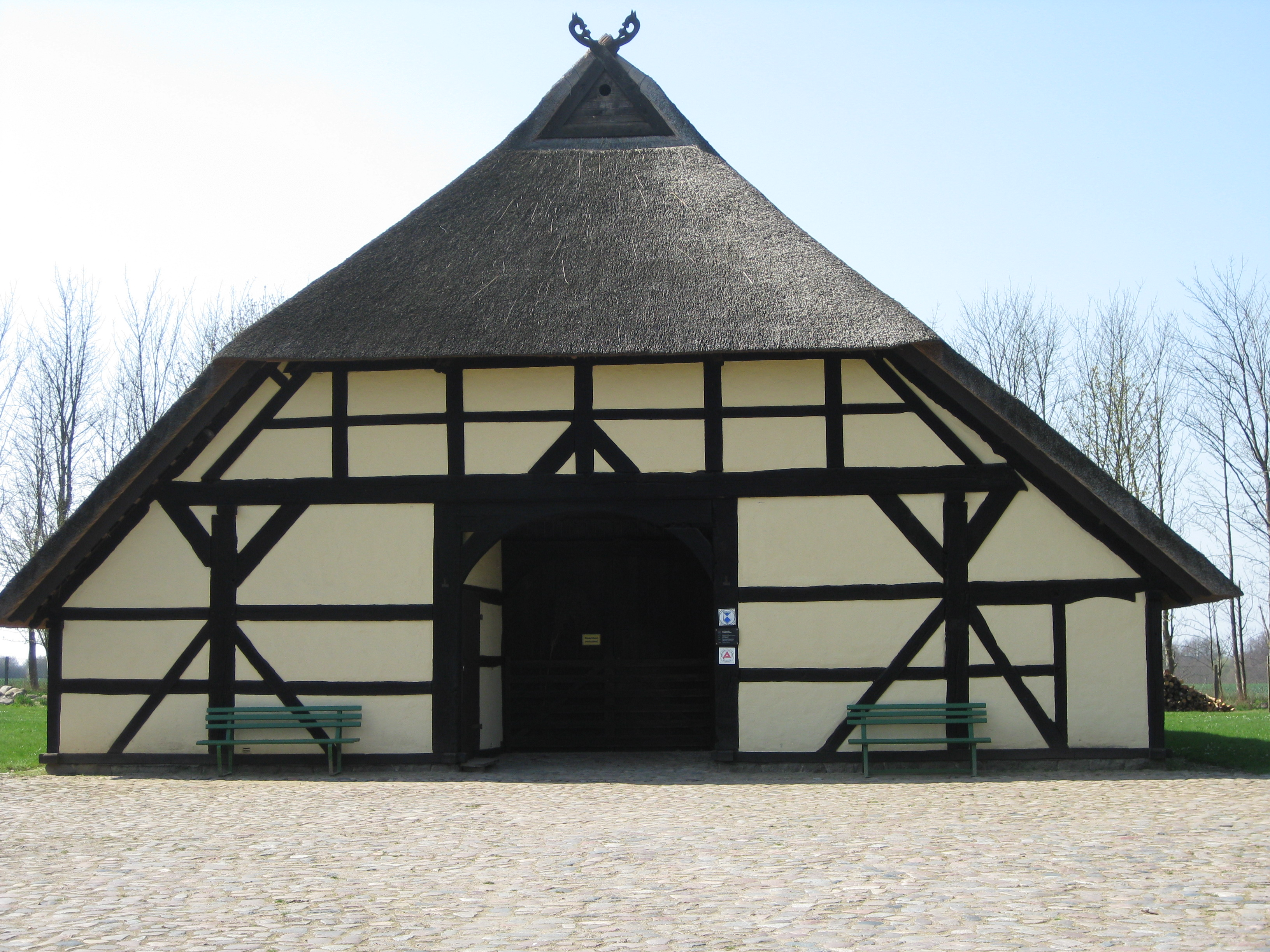